# Igreja de Dädesjö
A Igreja velha de Dädesjö (em sueco:  Dädesjö gamla kyrka) é uma igreja medieval, na localidade de Dädesjö, a 25 km a nordeste da cidade de Växjö no sul da Suécia.
Com uma origem que remonta ao séc. XIII, é considerada uma das igrejas medievais mais interessantes da Suécia, devido às suas pinturas no teto de madeira, mostrando cenas bíblicas da época do nascimento e vida de Jesus.

No século XVIII, a igreja foi transformada em armazém e celeiro, quando uma nova igreja foi construída para a substituir. Em 1905, as antigas pinturas foram redescobertas – em estado praticamente intacto desde a sua execução pelo mestre pintor sueco Sighmunder.

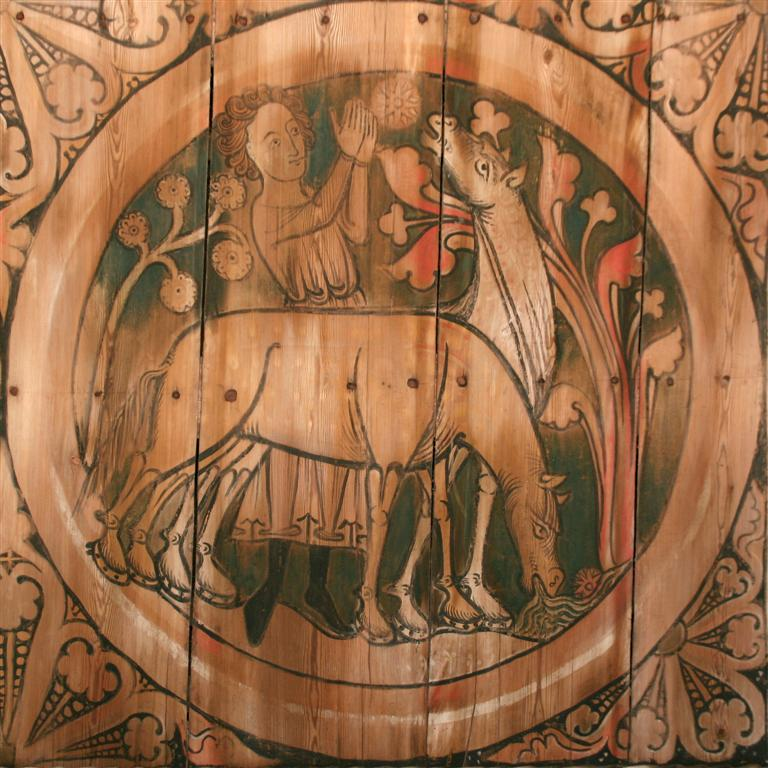
Estéfano e os cavalos
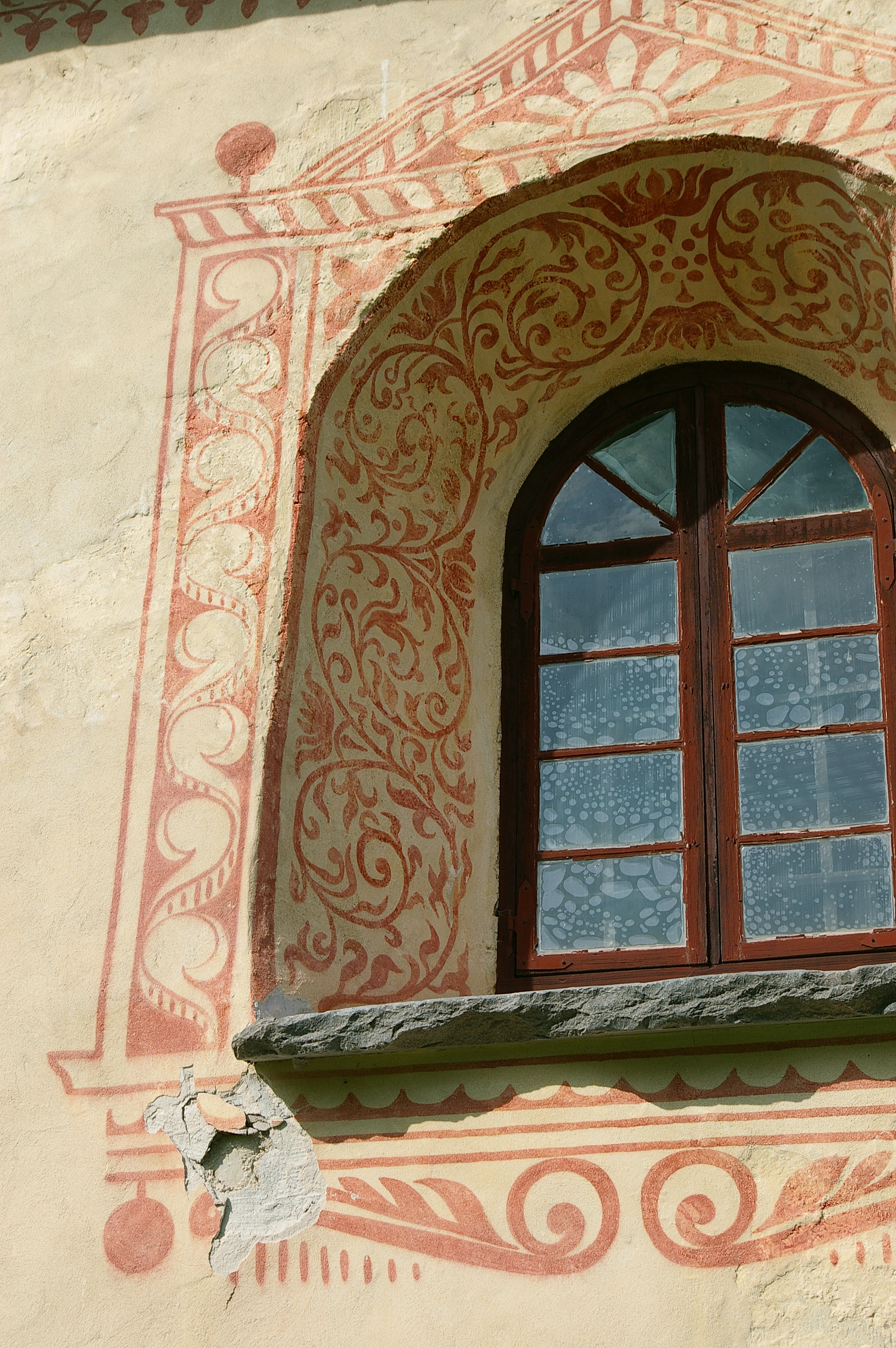
Janela da igreja
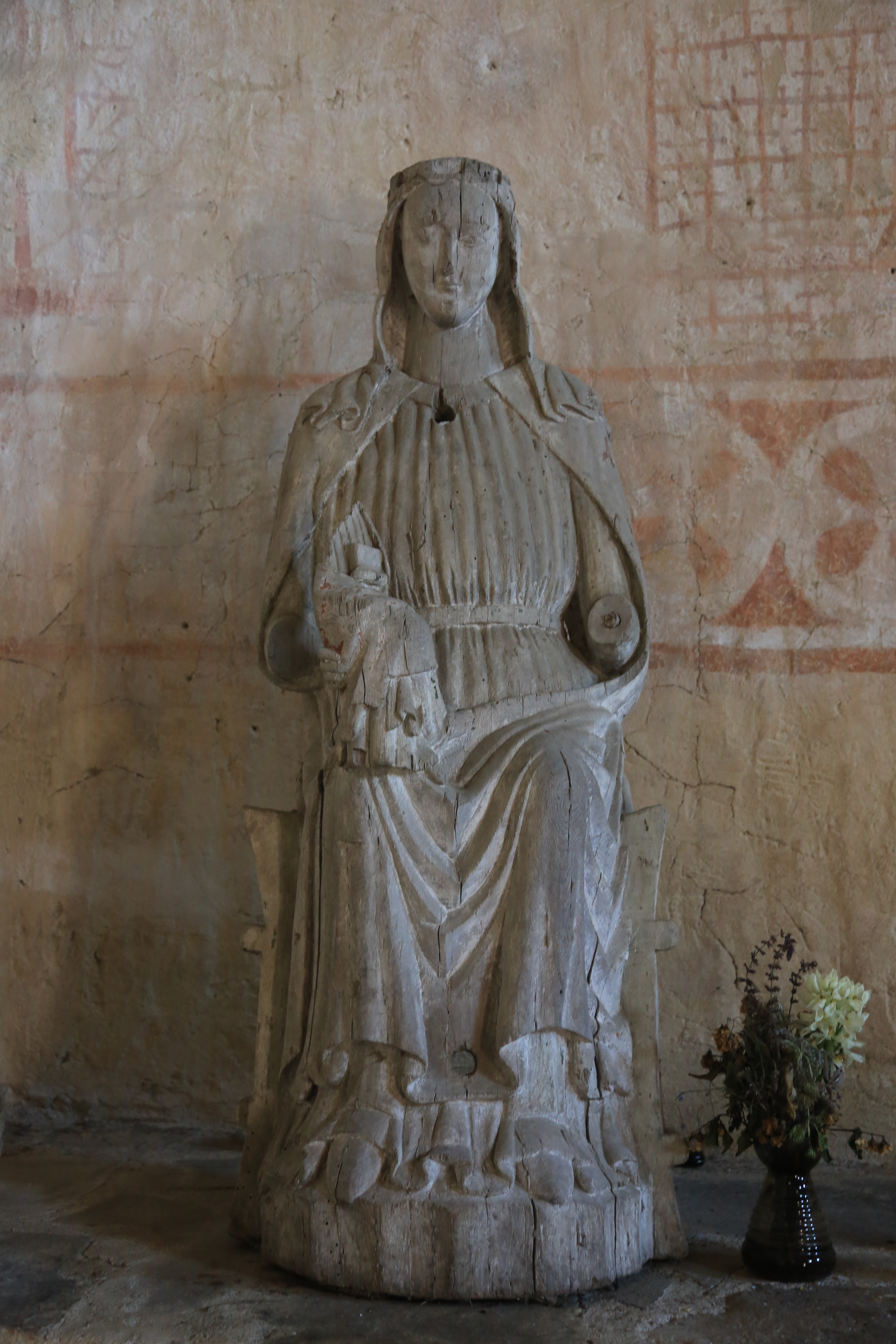
Estátua da Virgem Maria do séc. XIII